# 前田長吉
前田 長吉（まえだ ちょうきち、1923年2月23日 - 1946年2月28日）は、日本競馬会（現在の日本中央競馬会（JRA）の前々身）の元騎手である。現在親戚は青森県八戸市，東京都荒川区などにいる。
東京の尾形景造（後の尾形藤吉）厩舎の所属であった（当時は各競馬場に厩舎があり、その競馬場で調教していた）。青森県三戸郡是川村（現在の八戸市）出身。東京優駿競走（現在の東京優駿（日本ダービー））を最年少で優勝している（20歳3か月）。

## 来歴
農家の8人兄弟の四男（7番目の子）として生まれた。幼いころから才能に秀でて何をやらせてもできたといい、カイバ桶に入れた熱湯に板をつけてしならせスキー板を作ったり1937年の14歳の時にはその年の11月に（当時の）八戸市で開かれた八戸市養鶏組合主催の大会で軍鶏の養育部門で3等賞を受けたりしている。
その後競馬の世界に興味を見出し地元の学校を卒業後上京、1940年2月1日、北郷五郎厩舎に入門した。しかし入門から半年後、北郷が亡くなってしまったため同厩舎所属の騎手・田中康三と3頭ほどの馬と共に尾形景造厩舎に入り1942年2月7日に見習騎手になった。5月10日にデビューし、そのデビュー戦はスタート直後から先頭に立ち手綱を抑えたまま楽勝でゴールした。この年、12レース騎乗し、1着5回、2着2回という優秀な成績を収めた。
1943年、自厩舎所属のクリフジに騎乗することになった。当初は兄弟子の八木沢勝美が騎乗する予定だったが（調教では乗っていた）そうするともし東京優駿競走出走の際、八木沢が（自分の）お手馬であったミヨノセンリと被ってしまうため尾形の命で急遽長吉が騎乗することになった。長吉の騎乗ぶりは師の尾形いわく「真面目にきちんと指示通りに動いてくれた」という。
それを思わせるエピソードとしてクリフジがデビューから3戦目に出走した東京優駿競走であろう。25頭立てという多頭数だったため中々バリヤー（当時の発走はスターティングゲートではなくバリヤーゲートを使用していた）に全頭が上手く揃わず、行儀の悪い馬もいて自分の枠に入れなかった。空いてる所へ入ろうとクリフジを横に向けた瞬間、スタートが切られてしまい大きく出遅れてしまった。しかし長吉はそれにも臆することなく落ち着いて騎乗し、最後は2着に6馬身もの差をつけて圧勝した（八木沢騎乗のミヨノセンリは6着だった）。この時長吉は20歳3か月であり、今に続く日本ダービーの最年少優勝記録となっている。直後の7月23日に徴兵検査を受けたが、身長が低く「丙種」（直ちには徴兵されない）の判定を受けた。
その後クリフジで阪神優駿牝馬（現在の優駿牝馬（オークス））、京都農商省賞典四歳呼馬（現在の菊花賞）を制しクリフジを（変則）三冠に導いた。
1944年にもヤマイワイで中山四歳牝馬特別（現在の桜花賞）を制し東京優駿競走でもシゲハヤに騎乗、カイソウの2着になっている。なお長吉が最後に騎乗したレースは分かっていないが、クラシックでいえば東京優駿競走（6月18日）が最後である。
1944年9月30日には晴れて見習から正規の騎手となった。しかし10月14日、軍隊から召集命令が来て入隊、物資輸送を担う輜重（しちょう）兵第一〇七部隊に配属され旧満州に出征した。尾形によると出征を目前に控えた長吉は「別れが辛い」と泣いたといい、出征前に里帰りした時も家族に「（戦争に）行きたくない」と漏らしていたという。戦後は旧ソ連の捕虜となりシベリア・チタ州にあったブルトイ収容所で強制労働をさせられた（シベリア抑留）。そして23歳になったばかりの1946年2月28日、同州カタラ地区のボルドイ収容所で病死、現地に埋葬された。23歳没。結局、正規騎手としては一度もレースに騎乗できなかった。通算成績42勝（うち障害1勝）。
その後収容所は閉鎖されたため長らく遺骨の所在が分からなかったが2000年8月、政府の遺骨収集団がシベリアに派遣され収容所跡で何名かの遺骨を発見、日本に持ち帰った。遺族の申請に基づき厚生労働省が遺骨と戦没者の家族から提供された検体のDNA鑑定を2003年度から開始し進めた。
2005年秋、遺骨収集団の一人が遺骨の早期帰還のため情報提供を呼びかけようと出演したテレビのニュース番組で旧ソ連から提供された「抑留中死亡者名簿」の青森県出身者のページで「前田長吉」の名を長吉の遺族が見つけ、その年の暮れにDNA鑑定を申請していたところ2006年6月2日、その中の1つが長吉の遺骨であることが確認され、7月4日、死から60年振りに遺骨が生家に帰り、3日後の7月7日に無事前田家の墓に納められた。
なお「競馬の神様」と呼ばれた大川慶次郎は、長らく長吉の縁故者を探し続けていたが、1999年に自身が亡くなるまでついに見つけることは出来なかった。
2014年には実家から新たに20数点もの手記、徴兵検査通知などが発見されている。テレビ東京の『開運!なんでも鑑定団』（2014年9月30日放送）において、長吉が使用していた馬具（鉛ベスト、鞭、ブーツ）が出品され、400万円の鑑定額を出した。

## 人格・体形
生来几帳面なところがあったようで、今でも遺族の子孫が住む青森の生家には東京優駿競走優勝時の賞状やベスト・鞭・ブーツなど十数点が自分用の桐の箱（「尾形厩舎」の名前が側面に書かれているもので、厩舎で使用していたものと思われる）の中にきちんと入れられて大事に保管されている。これは出征前に一時帰省した際、預けた可能性があるといわれている。
また箱の中に入っていた（当時の厚生省が発行していた）「體力（たいりょく）手帳」の記録からすれば、尾形厩舎に入門してからも身長や体重などが成長していたようである。
- 1940年12月：143.6cm、40.2kg、77.0cm
- 1941年8月：145.2cm、41.0kg、82.9cm
- 1942年8月：146.6cm、41.0kg、81.1cm

（数値は左から順に身長、体重、胸囲）
以上の計測を見る通り体形は身長が150cmに満たず体重も40kgを少し超える程度でしかなかったようでベストには鉛板の錘が入ったポケットが前後についており、負担の斤量を満たすため錘入りのベストを着て騎乗していたのではないかといわれている（ポケット全てに錘を入れると、ベストの重さは約10kgほどになるという）。

## 評価
その騎乗技術、センス、人柄については師である尾形は没後も高評価を与えており「もしも戦争がなければ、（尾形門下の弟子であった）保田隆芳や野平祐二と肩を並べる騎手になったかもしれない」とその才能を惜しみ、長吉と同時期に騎乗していたある元騎手も「もし生きていれば、尾形厩舎のいい馬にどんどん乗って、大変な（=優秀な）騎手になっていたはず」と語っているように、無事に戦地から復員が叶い競馬界に復帰出来ていたならば戦後日本競馬の三大騎手と称される保田、蛯名武五郎、野平と覇を競うだけの実力のある騎手になっていた可能性があり、この若きダービージョッキーの夭逝は戦争により日本競馬界が被った喪失として軍馬に徴用されたダービー馬カイソウと並んで真っ先に挙げられるものである。
実際それだけの評価を受ける技量と人格の持ち主でありクリフジやヤマイワイで実績も残しているものの、
- 活躍した時期が戦中期であった
  - 社会全体が厳しい情報統制下にあった上に混乱しており、当時の競馬全般についても乏しい量の記録と情報しか残されていない
  - 戦前・戦時中の競馬は軍馬の品質改良を大きな目的の1つとして掲げて行われていた一種の軍需産業であったことなどから、終戦の際に多くの記録類が破棄されている
- 競馬の世界には戦時中の短期間しか身を置いていない
  - 騎手としては見習騎手の時代を含めても実働2年半である
  - しかも最後の1944年は能力検定競走としての開催で馬券発売が無く競走は少数の競馬関係者・馬主、そして軍人のみが観戦している状態であった（「東京能力検定競走」として開催された東京優駿ですら、観戦していたのは僅かに約200名である）
- 若くして、しかも徴兵されてシベリア抑留に遭遇し現地で病死し現地に埋葬という不幸な最期を遂げている
- 戦後約半世紀を経てオグリキャップと武豊が牽引した競馬ブームにより、競馬がカルチャーとして飛躍的に発展した1990年代には長吉を直接知り、その人柄や騎乗振りを語れる人物が競馬の世界にほとんど残っておらず、取材することも難しかった
  - 戦前戦後を通じての競馬関係者の中には長吉を直接知る人物が調教師として1990年代前半まで若干数現役であったものの、競馬雑誌の記事・読物の執筆陣の主力であった若手世代の競馬ライター・トラックマンたちにとっては、調教師を頂点にする厩舎システムの中にあっても雲の上の存在とでも言うべき大ベテランの調教師から戦時中の話を聞き出すことは極めて難しい一面があった
  - また、戦前からの競馬人で1990年代の時点で健在だった人物の中には長吉が活躍した時期については徴兵を受けたことなどによって競馬界から離れ競馬人としてのキャリアの空白期間となっている人物も少なくなかった
  - かつての尾形厩舎の主戦騎手として同厩舎の戦前戦後を知る保田もまた1940年から終戦まで徴兵されて競馬の世界から離れており、同厩舎でも長吉とは入れ違いの状況であるため騎手時代の長吉の姿については見ておらず詳しいことを語れなかった

など、これら不運な事情が重なって、その人物像は今なお謎に包まれている部分が多い。
そのため後年、不運な落馬事故で重傷を負い、重い後遺症ゆえに競馬界から離れることを余儀なくされた福永洋一と同様に現代にあってはもはや伝説めいた存在になっている。

## 書籍
- 島田明宏『消えた天才騎手 最年少ダービージョッキー・前田長吉の奇跡』（白夜書房、2011年4月18日発売）